# Je-Vaughn Watson
Je-Vaughn Tidley Watson (Saint Catherine Parish, 22 ottobre 1983) è un ex calciatore giamaicano, di ruolo difensore.

## Carriera

### Nazionale
Conta 52 presenze per la Giamaica, con una rete all'attivo.
Viene convocato per la Copa América Centenario negli Stati Uniti.

## Palmarès

### Club

#### Competizioni nazionali
- Lamar Hunt U.S. Open Cup: 1

Dallas: 2016